# Yustis
Yustis es una localidad del estado mexicano de Guanajuato. Es parte del municipio de Celaya.

## Demografía
| Gráfica de evolución demográfica |
|                                  |

| Censo | Población |
| ----- | --------- |
| 1900  | 242       |
| 1910  | —         |
| 1921  | 106       |
| 1930  | 245       |
| 1940  | 161       |
| 1950  | 243       |
| 1960  | 264       |
| 1970  | 629       |
| 1980  | 826       |
| 1990  | 1 027     |
| 2000  | 1 343     |
| 2010  | 1 713     |
| 2020  | 1 804     |